# Musée Çengelhan Rahmi M. Koç
Le Musée Çengelhan Rahmi M. Koç (en turc : Çengelhan Rahmi M. Koç Müzesi) est un musée de la technologie à Ankara, en Turquie. Le musée se trouve dans les vieux quartiers d'Ankara, connus sous le nom d'Atpazan(littéralement : Marché aux chevaux), face à la Citadelle d'Ankara. Il est à une altitude de 950 m  légèrement plus élevée que le reste de la ville. Son musée jumeau, mais de taille plus grande, le Musée Rahmi M. Koç a ouvert ses portes à Istanbul en 1994, suivi d'un troisième musée Rahmi M. Koç sur l'île de Cunda en 2014.

## Historique
Le musée est situé dans une auberge historique (turc : Han), appelée Çengelhan (littéralement : auberge Hooks). Selon une inscription sur la porte principale, l'auberge a été construite en 1523 sous le règne du sultan ottoman Soliman Ier. Plus tard, le bâtiment a été utilisé comme entrepôt pour le mohair, qui était une spécialité d'Ankara. À l'époque républicaine, il appartenait à la Direction générale des fondations de Turquie. En 2003, il a été loué à l'industriel Rahmi Koç, membre de la dynastie la plus riche de Turquie et président à la retraite (actuellement président honoraire) de la Koç Holding. Après une période de restauration, il a été ouvert en 2005.

## Exposition
L'étage inférieur est réservé à une galerie de tapis, des machines agricoles et des expositions pharmaceutiques. Machines, médicaments, outils de la vie courante et véhicules de transport routier sont exposés au rez-de-chaussée, ainsi qu'un café-brasserie.
L'étage supérieur contient des expositions d'articles de transport ferroviaire, de jouets et d'instruments de communication, scientifiques, maritimes et de navigation. Il y a aussi des sections sur Mustafa Kemal Atatürk, le fondateur de la Turquie moderne ; Vehbi Koç, le père de Rahmi Koç et l'un des premiers industriels de Turquie et de la ville d'Ankara.

## Galerie

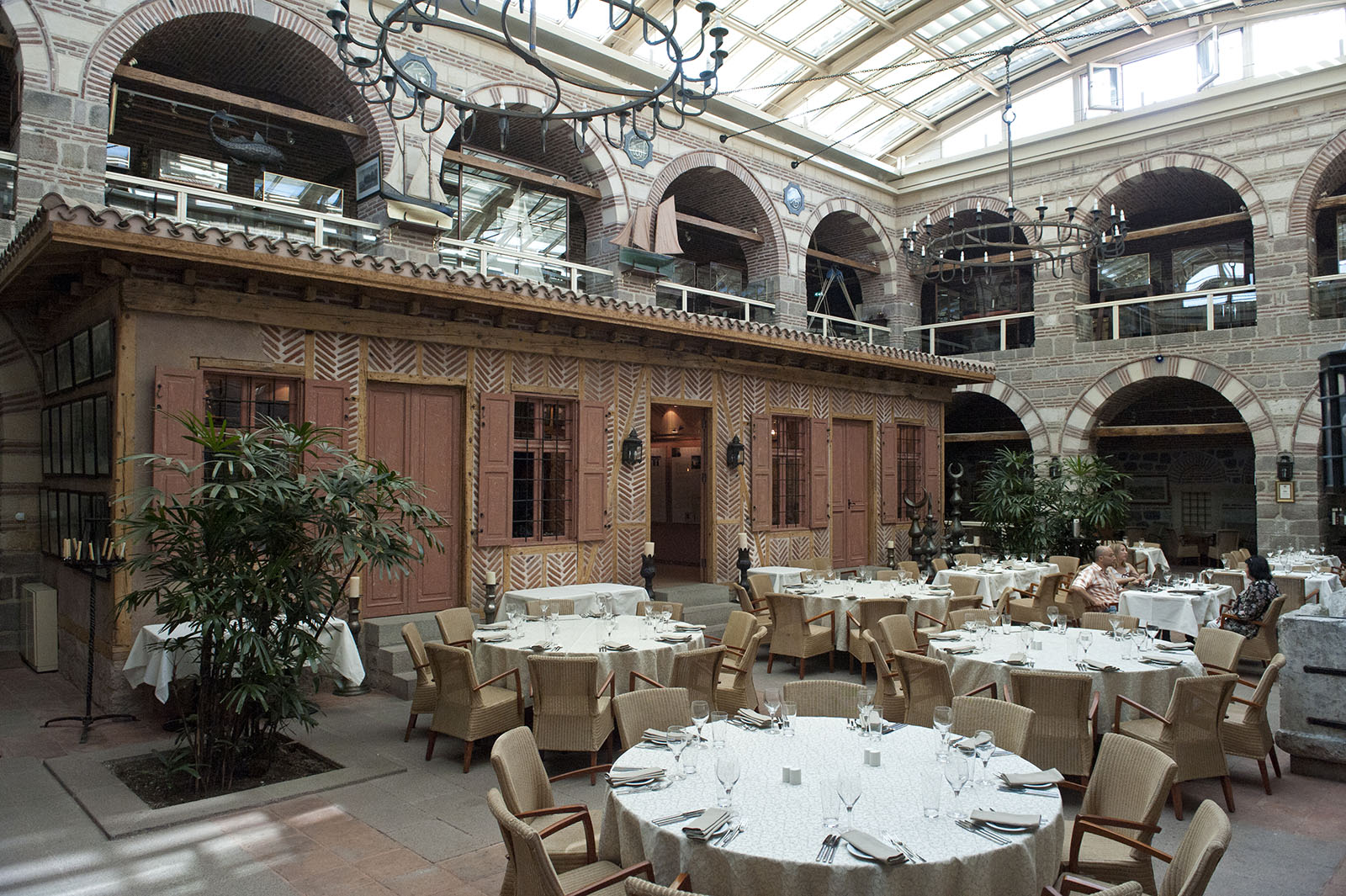
Le Hall central du musée
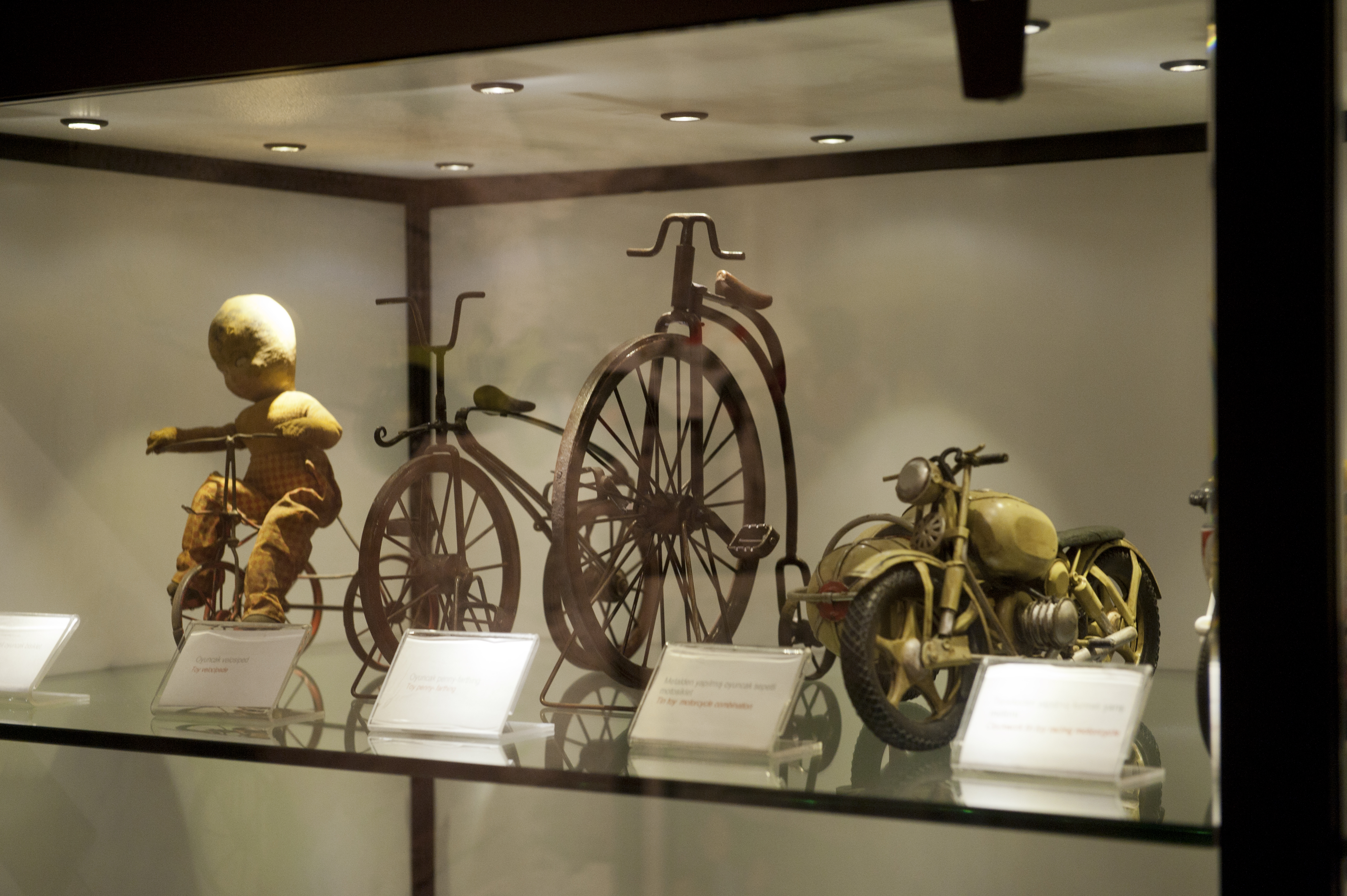
Vitrine de vieux jouets
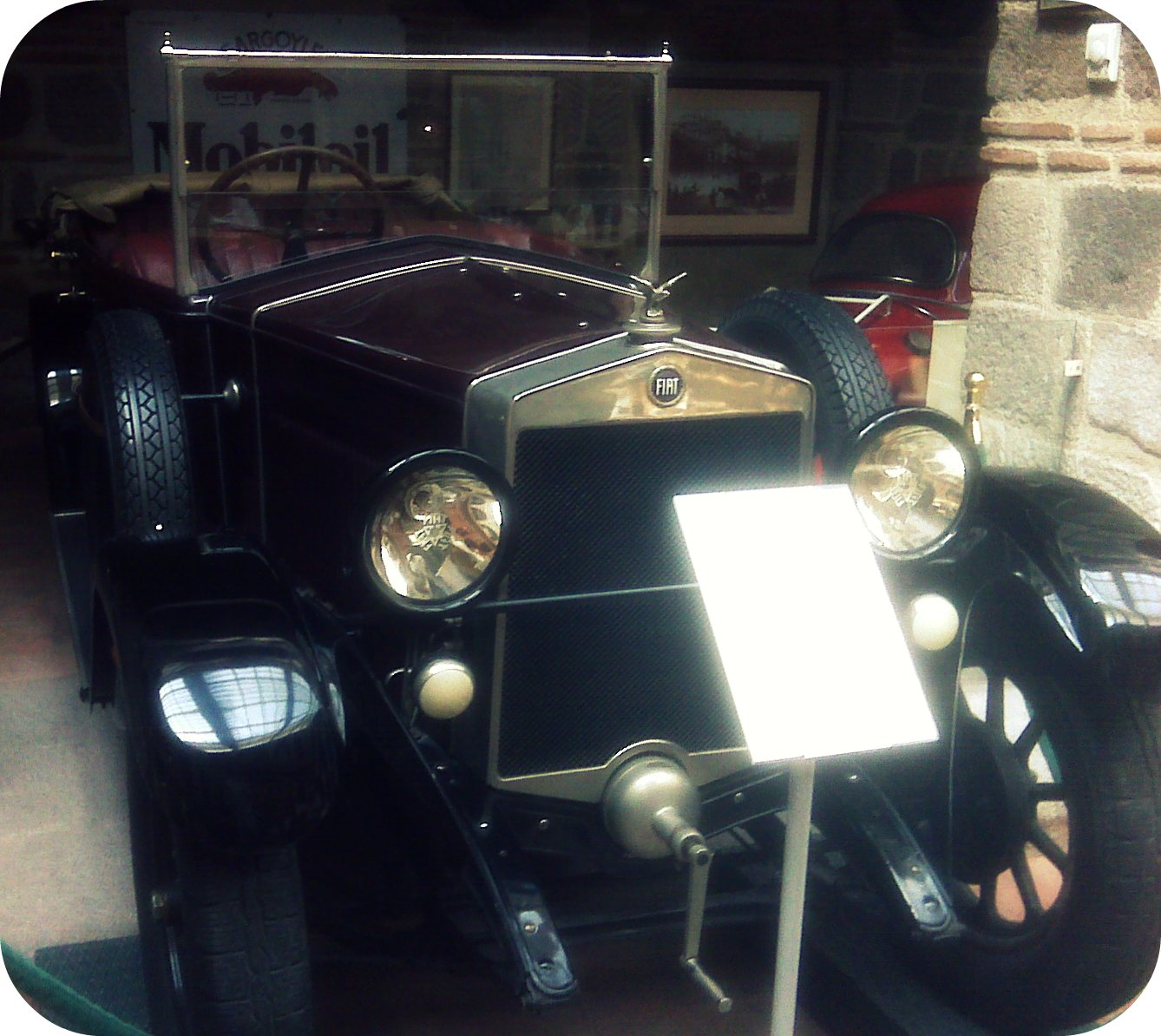
Automobile Fiat
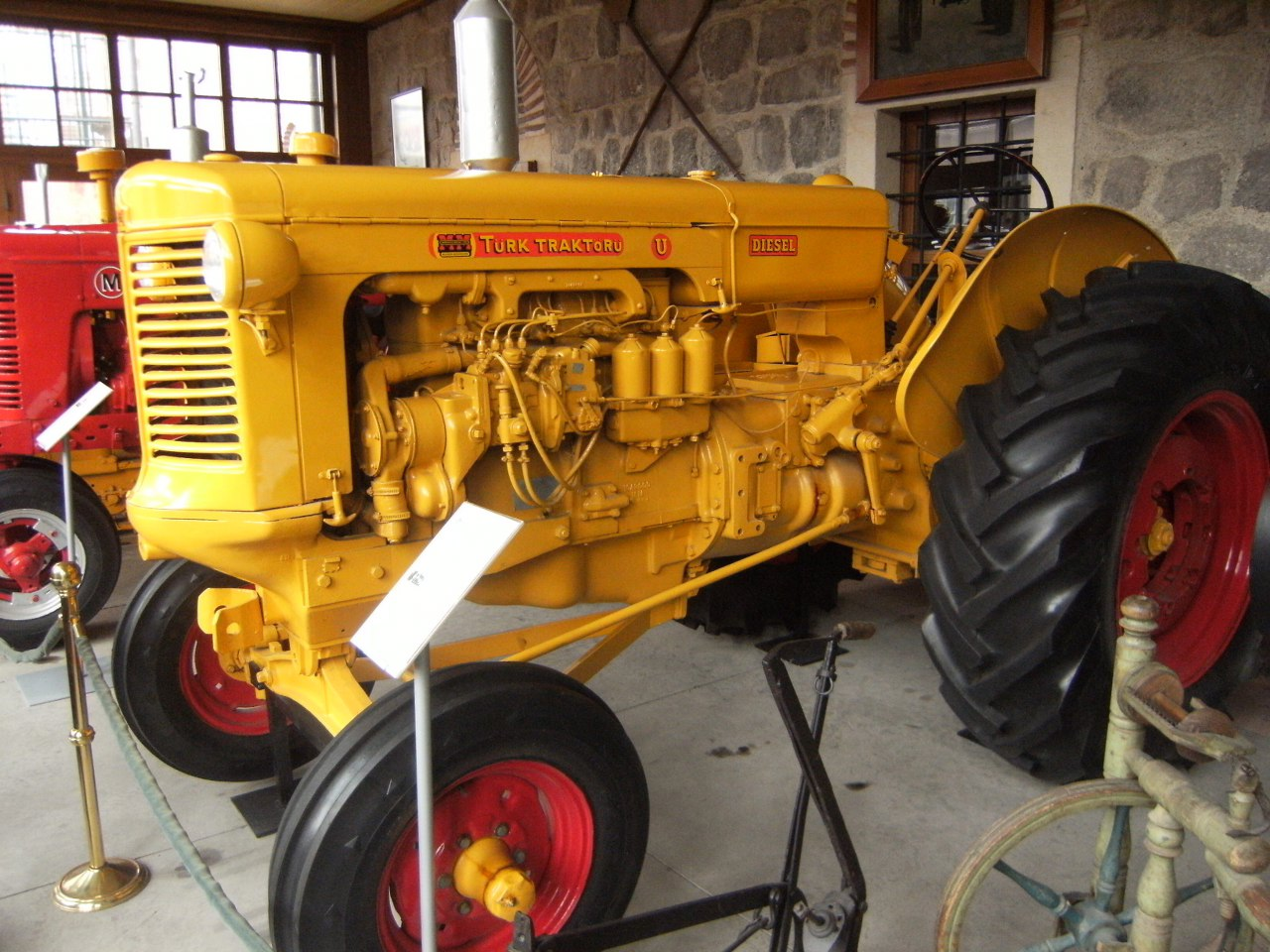
Tracteur diesel
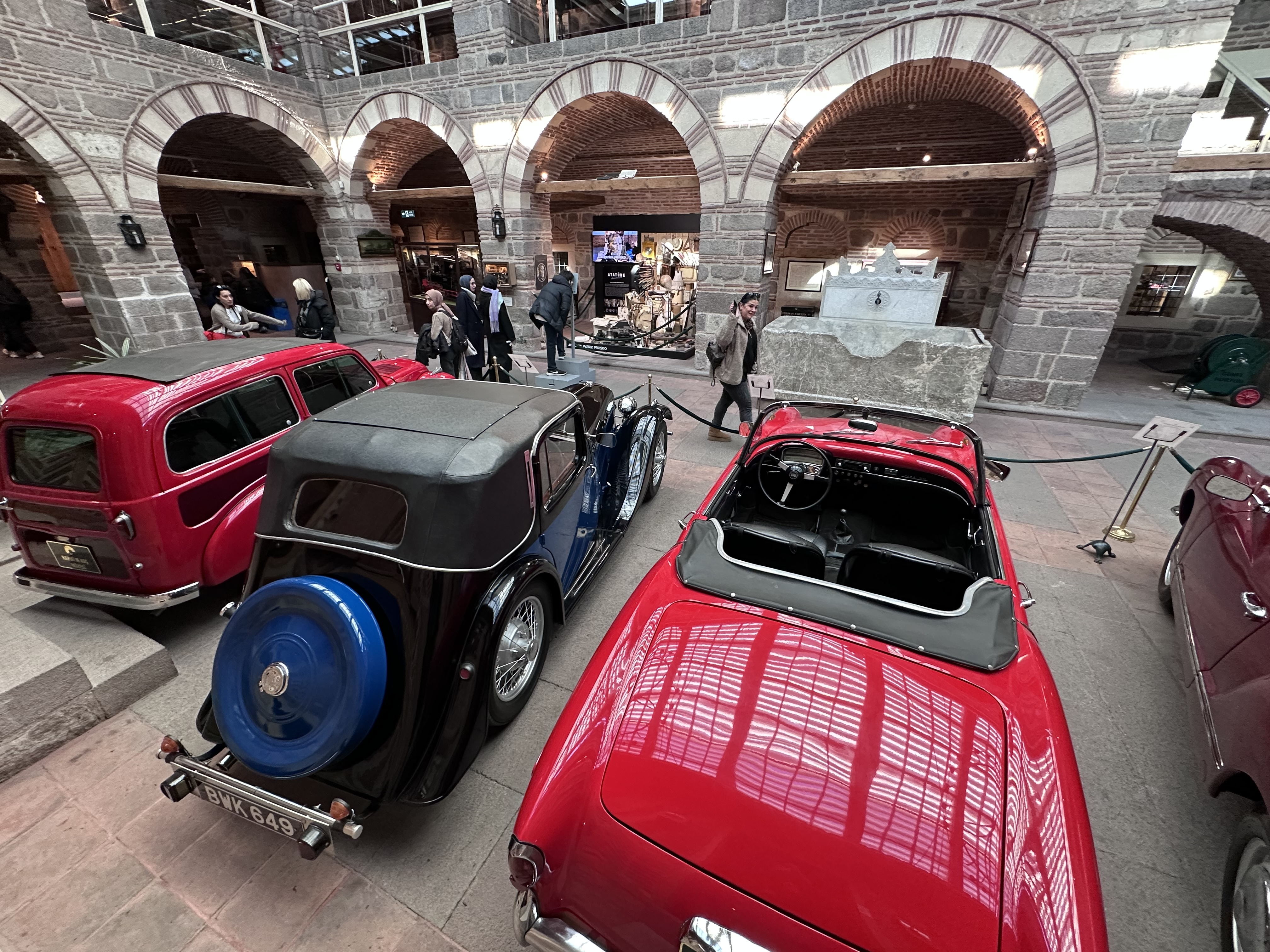
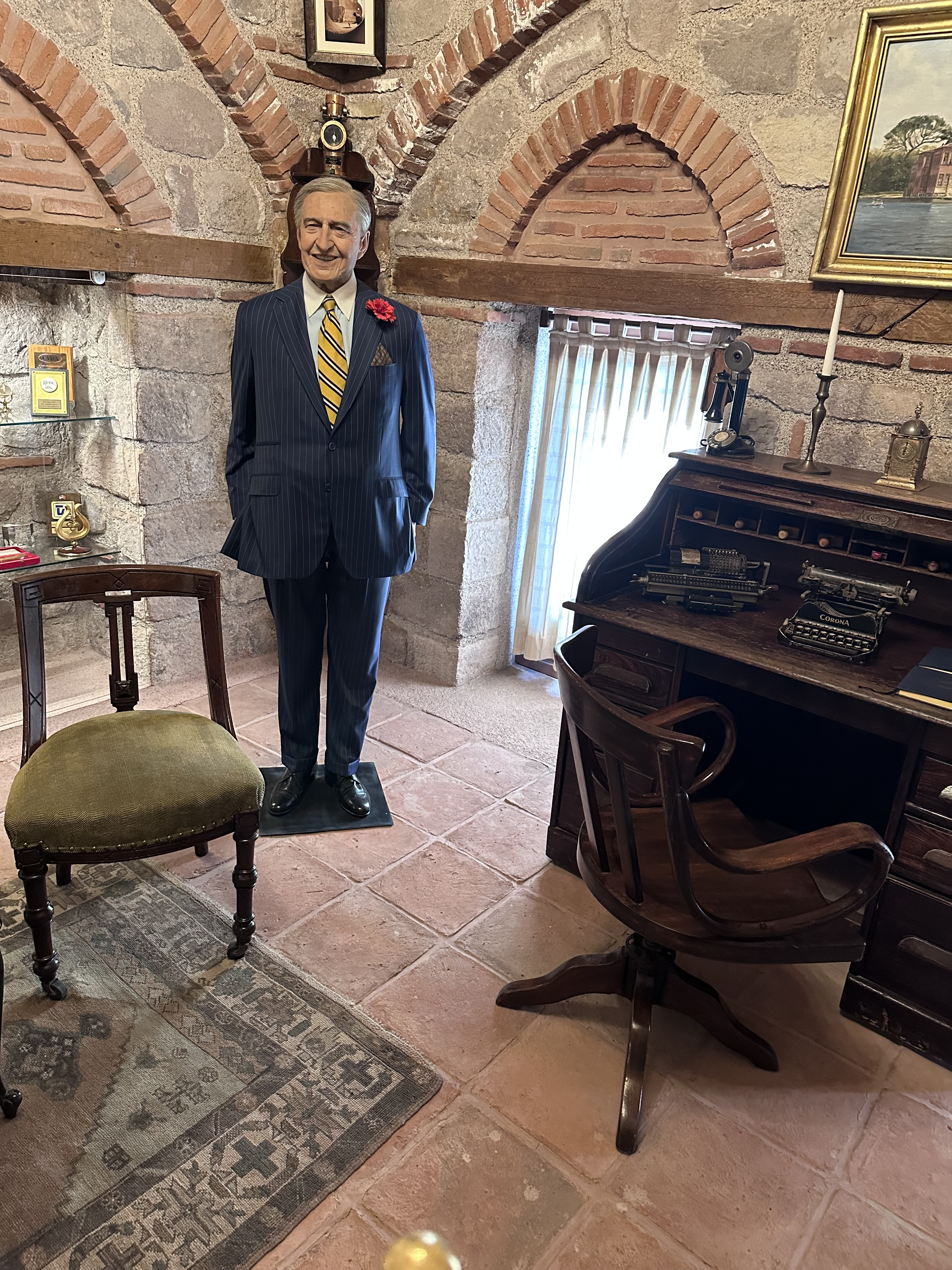
Statue de Rahmi M. Koç
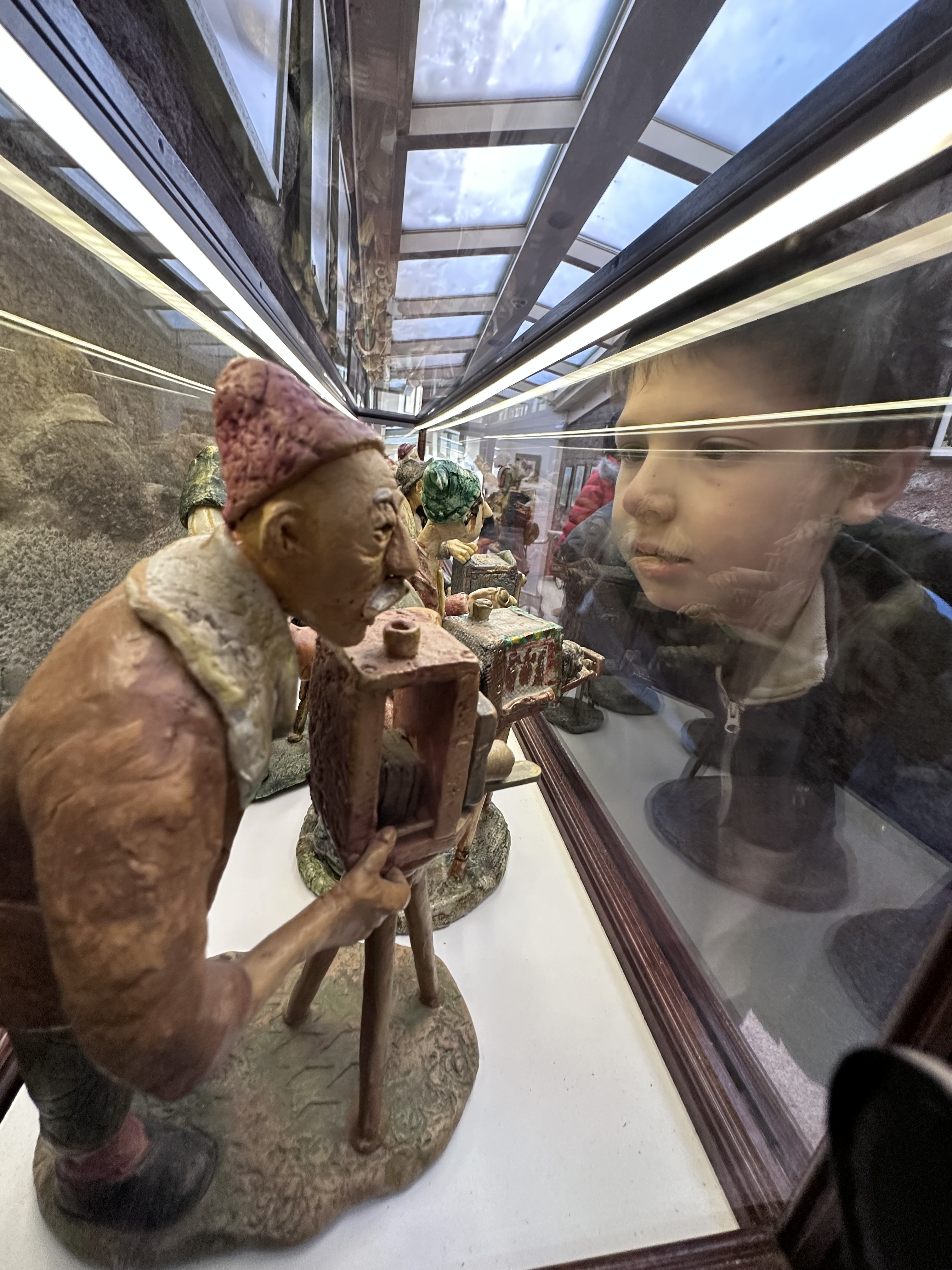
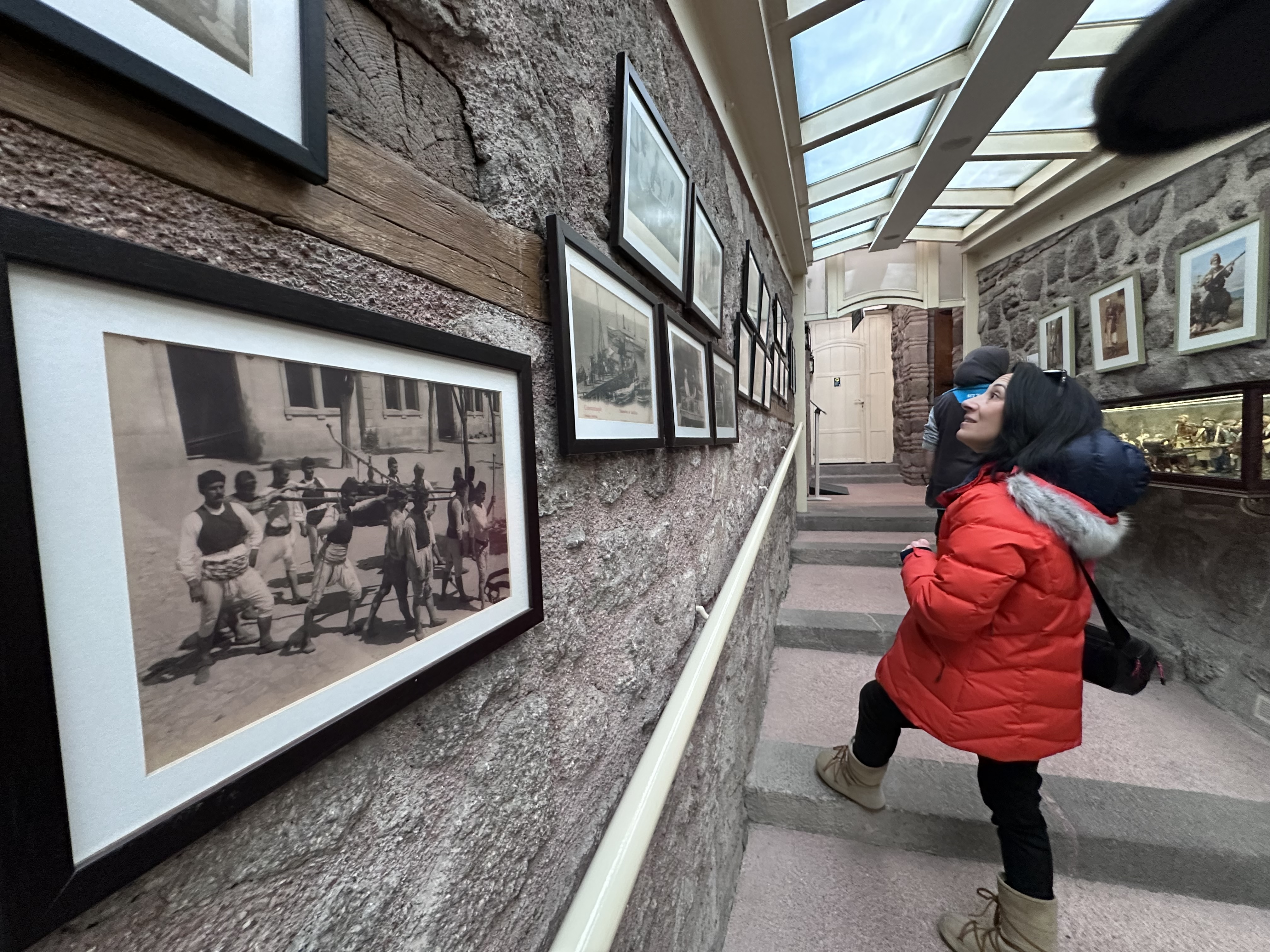
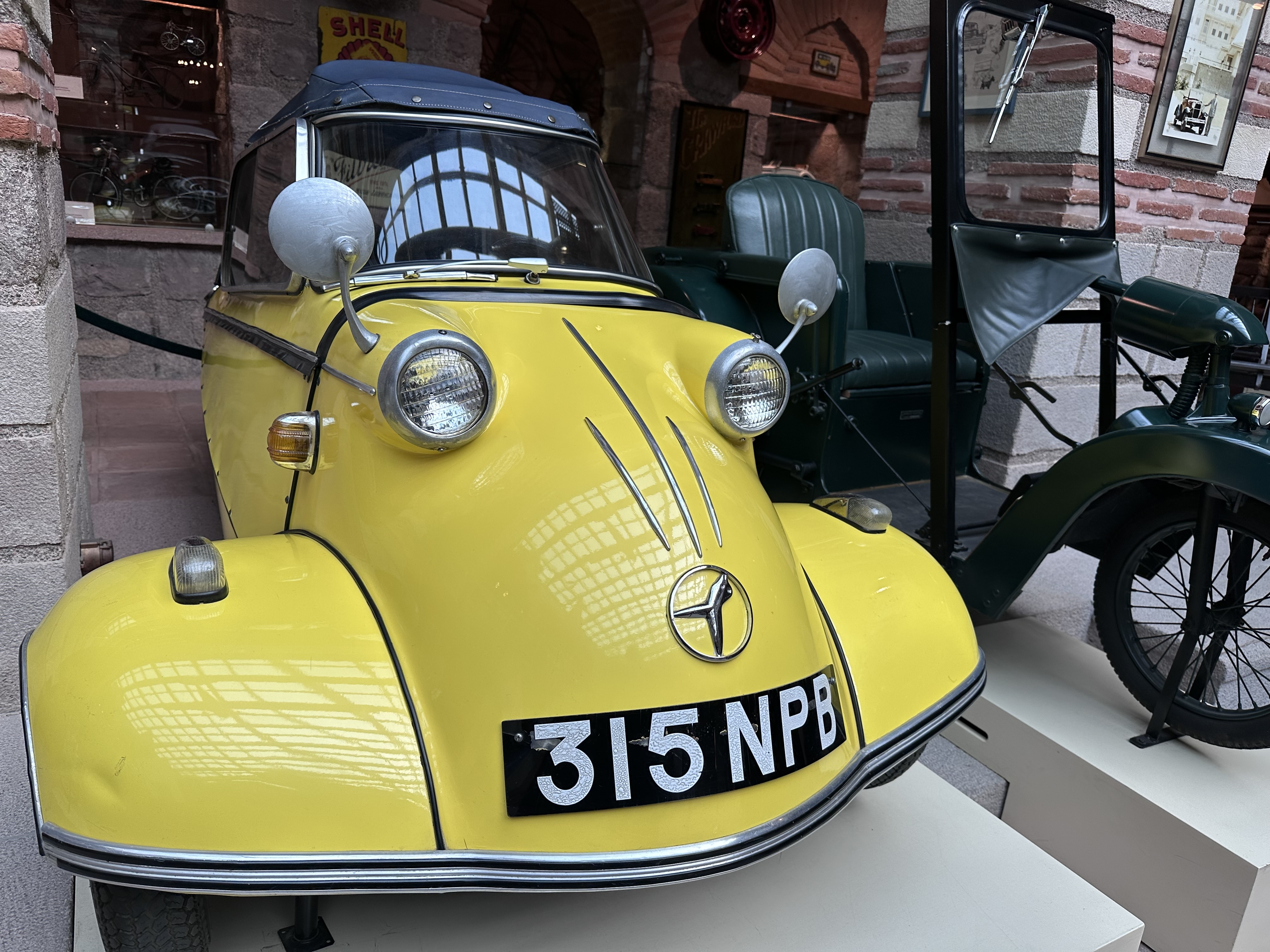
Messerschmitt KR200
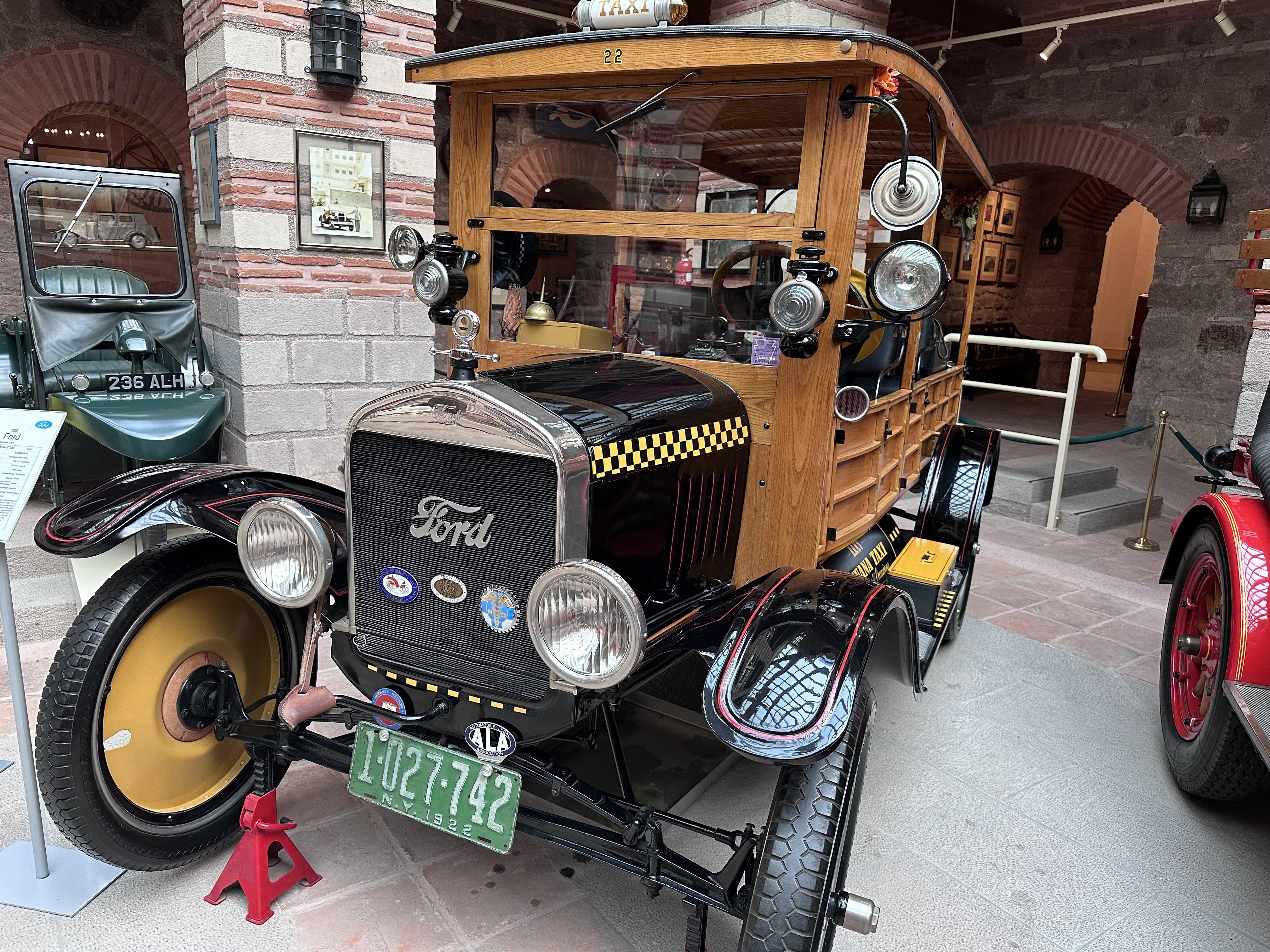
Ford 1922